# Saint-Marcellin-en-Forez
Saint-Marcellin-en-Forez – miejscowość i gmina we Francji, w regionie Owernia-Rodan-Alpy, w departamencie Loara.
Według danych na rok 1990 gminę zamieszkiwały 3133 osoby, a gęstość zaludnienia wynosiła 101 osób/km² (wśród 2880 gmin regionu Rodan-Alpy Saint-Marcellin-en-Forez plasuje się na 280. miejscu pod względem liczby ludności, natomiast pod względem powierzchni na miejscu 203.).